# Домаћа радиност
Домаћа радиност спада у активности које су се спроводиле у сеоским домаћинствима у циљу израде и дораде предмета код којих преовлађује ручни рад и који имају естетско обележје изражено народном уметвошћу. Већину тих производа су радиле жене у зимском периоду када има мање послова у пољу. У наставку следе нека од њих:
- Вез разних текстилних производа
- Израда поизвода дрвне домаће галантерије (вретена, преслице, оклагије...)
- Израда народних ношњи
- Израда предмета са народним везом
- Израда црепуља и корита
- Израда сувенира
- Кукичење, хеклање и нецовање (израда чипке, столњака, украсних детаља, одевних предмета...)
- Плетење
- Ткање